# Energimarknadsinspektionen
Energimarknadsinspektionen (Ei) är en svensk statlig förvaltningsmyndighet, som sorterar under Klimat- och näringslivsdepartementet och har till uppgift att ansvara för tillsyn, tillståndsprövning, konsumentinformation, elhandelsfrågor och regelutveckling på energimarknaden nationellt och inom EU. Det är en expertmyndighet inom energifrågor och självständig från Energimyndigheten (som den utbröts från 2008 då den blev en egen myndighet). Inom ramen för sitt europeiska samarbete tar de bland annat fram underlag till EU-kommissionen och utarbetar riktlinjer till EU-förordningar.
Energimarknadsinspektionen finns i Eskilstuna och har cirka 120 anställda. Myndigheten har även ett mindre kontor i Stockholm.[källa behövs]
Myndigheten är från 1 oktober 2022 beredskapsmyndighet och ingår i beredskapssektorn energiförsörjning.

## Historik
Energimarknadsinspektionen inrättades som en myndighet den 1 januari 2008. Inspektionen var tidigare en självständig del av Statens energimyndighet (Energimyndigheten).

## Uppgifter
Energimarknadsinspektionen handhar frågor enligt ellagen, naturgaslagen, miljöbalken och konkurrensrätten, innefattande reglering och tillsyn av så kallade naturliga monopol för el- och gasnät. Tillsynen omfattar bland annat den gränsöverskridande handeln (främst inom EU) med el och gas, skäligheten i nätföretagens avgifter och företagens leveranskvalitet samt koncessionsgivning (tillstånd) för nät där olika samhällsintressen (industrin, konsumenterna, närområdet, miljön, djurlivet m.m.) måste vägas mot varandra.
Inspektionen ska också följa utvecklingen på el-, naturgas- och fjärrvärmemarknaderna och verka för att dessa marknaders funktion och effektivitet förbättras. Myndigheten arbetar också med regelutveckling och ska komma med förslag på lagändringar och åtgärder som syftar till att utveckla energimarknadernas funktion både nationellt och inom EU.
Energimarknadsinspektionen bistår Klimat- och näringslivsdepartementet med underlag. På europeisk nivå arbetar myndigheten i Council of European Energy Regulators (CEER) och EU:s byrå för samarbete mellan energitillsynsmyndigheter (ACER) med att, tillsammans med andra nationella tillsynsmyndigheter på energiområdet, ta fram gemensamma ståndpunkter och underlag till bland annat EU-kommissionen, samt ta fram riktlinjer för bindande EU-förordningar (även kallade nätkoder) för el och gas i Europa.

## Energimarknadsinspektionens författningssamling (EIFS)
Energimarknadsinspektionen ger ut en författningssamling, EIFS.

## Elpriskollen
Myndigheten har sedan 2008 drivit elpriskollen.se som hjälper Sveriges elkunder att jämföra och välja elhandelsavtal. Det är Sveriges enda oberoende jämförelsesajt för elavtal. På elpriskollen.se kan du jämföra priser och villkor mellan olika elhandelsbolag i  Sverige.

## Generaldirektörer
| 2008–2013 | Yvonne Fredriksson, ekonom  |
| 2013–2022 | Anne Vadasz Nilsson, jurist |
| 2022–nu   | Ulrika Hesslow              |